# Adolf Pokorny
Adolf Pokorny (Viena, 26 de julio de 1895 - desconocido) fue uno de los médicos nazis acusados en el Juicio de los doctores (1947), el primero de los doce juicios de Núremberg, posteriores al juicio principal, por crímenes de guerra y crímenes contra la humanidad. Se especializaba en dermatología y enfermedades venéreas.

## Biografía
Nació en Viena pero debido a los frecuentes traslados de su padre, un oficial del ejército austrohúngaro, la familia vivió en Bohemia, Galitzia y Bosnia, entre otros destinos. Antes de los Acuerdos de Múnich de 1938, tenía nacionalidad checoslovaca.
Fue soldado en la Primera Guerra Mundial, desde marzo de 1915 hasta septiembre de 1918. Alcanzó el grado de teniente y recibió varias condecoraciones. Tras la guerra comenzó a estudiar medicina en la Universidad de Praga y se graduó en 1922. Hasta 1924 trabajó en un hospital y luego como dermatólogo practicante en Chomutov, especializándose en enfermedades venéreas y de la piel.
En 1923 se casó con Lilly Weil, una colega de origen judío. Tuvieron dos hijos que por razones de seguridad fueron trasladados a Inglaterra antes del inicio de la Segunda Guerra Mundial. Debido a este matrimonio fue rechazada su solicitud de afiliación al partido nazi en 1939, a pesar de haberse divorciado en abril de 1935. Durante el juicio de los doctores su divorcio fue presentado como prueba de su hostilidad hacia las «razas inferiores». Su defensa argumentó que la separación se dio por mutuo consentimiento debido a diferencias personales.
Pokorny simpatizaba con el irredentismo germano nacionalista de Bohemia, que se inspiraba en la Alemania nazi. Durante la Segunda Guerra Mundial ejerció como oficial médico de la Fuerzas Armadas en un hospital de Hohenstein-Ernstthal.

### La carta a Himmler
En octubre de 1941, envió una carta a Himmler, quien ocupaba el cargo de Comisario Político del Reich para el Fortalecimiento de la Reserva Étnica Alemana (Reichskommissar für die Festigung deutschen Volkstums, RKFDV). En sus propias palabras, «Guiado por la idea de que el enemigo no solo tiene que ser derrotado, sino que debe ser destruido», propuso experimentos de esterilización forzosa en humanos, usando una planta sudamericana conocida como Dieffenbachia seguine (o Caladium seguinum). Se basó en el descubrimiento de Gerhard Madaus (1890-1942), de que el jugo de esta planta causaba esterilidad permanente en animales, para recomendar que los «tres millones de cautivos bolcheviques residentes en Alemania» fueran empleados como conejillos de indias para verificar la eficacia de este procedimiento y así evitar «la reproducción». A fin de no perjudicar el proyecto aconsejó a Himmler que se comenzara inmediatamente a cultivar la planta y a impedir nuevas publicaciones de Madaus para no alertar al «enemigo» del destino de estos cultivos. Himmler instruyó a Oswald Pohl y Ernst-Robert Grawitz para que analizaran la viabilidad del proyecto. Pronto se comprobó que debido a condiciones climáticas, la planta no crecería con la rapidez y en la cantidad suficiente como para ser producida masivamente. Si bien la planta se descartó para planes de esterilización masiva, sí se utilizó en experimentos en campos de concentración, aunque hacia el final de la guerra los nazis no habían logrado emplearla tal como lo proyectaran.

### Juicio de los doctores
En 1945 Pokorny trabajó en el Departamento de Salud de Múnich. Al año siguiente fue uno de los acusados en el juicio de los doctores (Tribunal Militar Estadounidense N° I). Dentro de este grupo recibió un tratamiento diferente pues era el único que no había sido miembro del partido nazi ni había ocupado cargos de responsabilidad. Incluso tuvo como asistente a un dermatólogo en prácticas privadas. Durante el proceso se defendió argumentando que la ineficacia de la planta sudamericana era conocida y que sugirió su empleo a Himmler, tras enterarse de los programas de esterilización masiva para judíos y residentes de territorios ocupados, con el propósito de distraerlo de otras investigaciones quizá más efectivas.
La corte decidió absolverlo con el siguiente argumento: «La defensa que el acusado ha argumentado no ha impresionado a esta corte y es difícil de creer que haya sido guiado por los nobles motivos que proclama, al haber escrito la carta. Más bien, tendemos a creer que Pokorny escribió la carta por muy diferentes y más personales razones. [...]  En el caso de Pokorny no se trata de que la acusación haya fracasado en probar su culpabilidad. Si bien son muy atroces y bajas las sugerencias que se hacen en esta carta, no hay la más mínima evidencia que sugiera que alguno de estos pasos haya sido dado para llevarlos a cabo en experimentos humanos. Por tanto declaramos que el acusado debe ser absuelto, no gracias a, sino a pesar de la defensa que él o ella tuvo».
La fecha y el lugar de su muerte son desconocidos.